# Équipe de Tunisie de football en 1995
L'équipe de Tunisie de football progresse relativement en 1995, au niveau du fond de jeu et de la rigueur, mais ses résultats demeurent en deçà des attentes.
En qualifications de la coupe d'Afrique des nations 1996, seule compétition officielle de l'année, elle enregistre trois victoires étriquées, à l'exception de la large victoire contre l'équipe du Sénégal, et de trois nuls et une défaite face à l'équipe du Liberia. La Tunisie mais assure tout de même sa qualification en phase finale.

## Matchs

### Rencontres internationales
| Date             | Stade                                | Adversaire   | Score | Comp                | Buteurs tunisiens                             |
| 2 janvier 1995   | Sousse, Tunisie                      | Égypte       | 2-0   | A                   | Chihi 28e, Baya 35e                           |
| 7 janvier 1995   | Ziguinchor, Sénégal                  | Sénégal      | 0-0   | QCAN                |                                               |
| 29 janvier 1995  | Stade olympique d'El Menzah, Tunisie | Mauritanie   | 1-0   | QCAN                | Mahjoubi 67e                                  |
| 10 février 1995  | Sfax, Tunisie                        | Liberia      | 0-0   | QCAN                |                                               |
| 14 avril 1995    | Port-Saïd, Égypte                    | Égypte       | 0-1   | A                   |                                               |
| 23 avril 1995    | Monrovia, Liberia                    | Liberia      | 0-1   | QCAN                |                                               |
| 22 juillet 1995  | Alger, Algérie                       | Algérie      | 1-2   | A                   | Ben Hassen 55e                                |
| 4 juin 1995      | Lomé, Togo                           | Togo         | 1-0   | QCAN                | Ben Hassen 8e                                 |
| 15 juillet 1995  | Stade olympique d'El Menzah, Tunisie | Sénégal      | 4-0   | QCAN                | Berrekhissa 47e 84e, Baya 56e, Ben Hassen 69e |
| 30 juillet 1995  | Nouakchott, Mauritanie               | Mauritanie   | 0-0   | QCAN                |                                               |
| 27 octobre 1995  | Ouagadougou, Burkina Faso            | Burkina Faso | 2-2   | A                   | A. Sellimi, Berrekhissa                       |
| 5 novembre 1995  | Stade olympique d'El Menzah, Tunisie | Algérie      | 2-0   | Coupe du 7-Novembre | A. Sellimi 12e, Ben Hassen 56e                |
| 7 novembre 1995  | Stade olympique d'El Menzah, Tunisie | Mauritanie   | 2-1   | Coupe du 7-Novembre | Ben Hassen 1re, Bouzayen 29e                  |
| 23 décembre 1995 | Lusaka, Zambie                       | Zambie       | 0-2   | A                   |                                               |
| 29 décembre 1995 | Stade Chedly-Zouiten, Tunisie        | Burkina Faso | 3-0   | A                   | A. Sellimi 51e, Aloui 56e, Ben Slimane 70e    |

### Matchs de préparation
| Date             | Stade                                | Adversaire                       | Score | Comp | Buteurs tunisiens                                                |
| 24 février 1995  | Stade olympique d'El Menzah, Tunisie | Ferencváros TC ( Hongrie)        | 1-1   | A    | Baya 7e                                                          |
| 9 juillet 1995   | Lyon, France                         | Olympique lyonnais ( France)     | 0-2   | A    |                                                                  |
| 30 décembre 1995 | Stade olympique d'El Menzah, Tunisie | Olympique de Marseille ( France) | 6-1   | A    | A. Sellimi 34e, Ben Slimane 44e 76e, Belhassen 47e, Baya 62e 82e |

## Source
- Mohamed Kilani, « Équipe de Tunisie : les rencontres internationales », Guide-Foot 2010-2011, éd. Imprimerie des Champs-Élysées, Tunis, 2010